# چشمه آبگرم چستانه
 چشمه آبگرم چستانه  یکی از نقاط دیدنی استان هرمزگان در جنوب ایران است. 
این چشمه آبگرم در نزدیکی روستای خونسرخ در حدود ۲۵ کیلومتری غرب راه آسفالته بندرعباس – بندر شهید رجایی قراردارد. آب آن در ردیف آب‌های گوگردی
با کاتیونهای مختلف می‌باشد . 